# 刘光源
刘光源（1965年—），河南淮阳人，中华人民共和国政治人物、外交官，香港中聯辦副主任兼前外交部驻香港特派员公署特派员。現任香港中聯辦副主任（排行第一）。

## 生平
1986年毕业于郑州大学外文系，进入中华人民共和国外交部工作，先后在外交部非洲司、驻加纳大使馆、驻尼日利亚大使馆、外交部干部司任职。
2000年，任驻旧金山总领事馆副总领事。
2002年，任外交部干部司副司长。2003年兼外交部培训中心主任。
2007年，任驻美国大使馆公使。
2010年9月，出任中华人民共和国驻肯尼亚大使兼常驻联合国环境规划署代表、常驻联合国人类住区规划署代表。
2014年，任外交部涉外安全事务司司长。
2018年3月，接替徐堅出任中华人民共和国驻波兰大使。
2021年5月，接替謝鋒出任外交部驻香港特派员公署特派员。
2023年7月，任排位第一的中央人民政府驻香港特别行政区联络办公室副主任，並免去外交部驻香港特派员公署特派员職務。
作為資深的外交人員，劉光源能以英語作公開演說：在2022年11月香港「法律周」開幕，劉光源亦有在開幕典禮以英語發言。

## 家庭
已婚，有一子。